# Enicospilus gardei
Enicospilus gardei là một loài tò vò trong họ Ichneumonidae.